# 切季河
切季河是俄羅斯的河流，屬於基亞河的右支流，由克拉斯諾亞爾斯克邊疆區和托木斯克州負責管轄，河道全長432公里，流域面積14,300平方公里，河水主要來自雨水和融雪，每年十月至翌年五月結冰。